# 内山村 (富山県)
内山村（うちやまむら）は、かつて富山県下新川郡にあった村。

## 沿革
- 1889年（明治22年）4月1日 - 町村制の施行により、下新川郡内山村及び布施山開の区域の内、字中黒開、桃原開及び大野開[3]の区域をもって、下新川郡内山村が発足する。
- 1946年（昭和21年）11月16日 - 行政裁判の判決により片貝谷村との境界争いになっていた同村平沢領飛地（鐘釣温泉、嘉々堂谷、仙人谷を含めた僧ヶ岳、越中駒ヶ岳から黒部川の西岸一帯）が、僧ヶ岳、越中駒ヶ岳など稜線を境にして、全て内山村に移管される[4]。
- 1954年（昭和29年）7月10日 - 下新川郡東山村、内山村及び愛本村が合併して、下新川郡宇奈月町が発足する。

### 事件
- 宇奈月温泉木管事件 - 1935年、当村内にあった宇奈月温泉の引湯管の木管をめぐり、権利の濫用について大審院が判決を下した事件。

## 大字について
内山、宇奈月の2箇所が存在していた。